# VF-25 メサイア
VF-25 メサイア（ブイエフ にじゅうご メサイア / Messiah）は、「マクロスシリーズ」に登場する架空の兵器。初出は、2008年放送のテレビアニメ『マクロスF』。「バルキリー」の通称で呼ばれる可変戦闘機（ヴァリアブル・ファイター、VF）のひとつで、ファイター（航空機）とバトロイド（人型ロボット）、両者の中間形態であるガウォークの三形態に変形する。
『マクロスF』劇中では、主人公の「早乙女アルト」が所属する民間軍事プロバイダー「S.M.S」に配備された最新鋭機という設定で登場する。愛称（ペットネーム）の「メサイア」は、ユダヤ教やキリスト教などで語り伝えられる「救世主」に由来する。プラモデルなどの玩具商品では、「メサイアバルキリー (Messiah Valkyrie) 」と表記される。
メカニックデザインは、総監督の河森正治が実在の戦闘機「F-14 トムキャット」と「Su-27 フランカー」をモチーフに行った。

## 概要
従来作品のVFと異なり、統合軍（新統合軍）の所属ではない機体。原点回帰という作品コンセプトから、機体デザインは「マクロスシリーズ」の第一作『超時空要塞マクロス』から登場する「VF-1 バルキリー」を踏襲しているが、シルエットはより大型かつ曲線的になり、変形方法も大幅に変更されている。バトロイド形態の頭部形状やカラーリングは、VF-1の各バリエーションやパーソナルカラー機を踏襲することで、パイロットごとの個性を出している（マクロスF#登場メカを参照）。
変形機構の検証には従来のVFシリーズと同様にレゴブロックが使用され、完成におよそ3か月の期間を要した。ブロックで製作されたモデルを元にCGモデルが作成されたため、従来のような手書きの線画設定は存在しないが、イメージを掴むためのラフ画や商品化のための部分的な画稿はある。なお、デザイン作業で使用されたレゴブロックのモデルはBD/DVDやゲームの特典映像で観ることができるほか、一部のイベントで展示されたこともある。デザイン作業の大半がレゴブロックとパソコンでの作業だったため、イベントなどで手描きのイラストを描く際は描きにくいという。ファイター→ガウォークの変形パターンにおいて、シールドがファイターの胴体後部から左腕に移動するが、この部分の設定は曖昧になっている。これについて河森正治は「もっと明確にすればよかった」と後に語った。また、バトロイド時に背面の翼をあえて完全には畳まないのは「背中にボリュームがあったほうが、CGで見栄えがいい」からだという。
機体と並行して、従来機にもあったスーパーパックやアーマードパックなどの追加オプション群もデザインされた。なお、プラモデルやDX超合金などの玩具では「スーパーパーツ」「アーマードパーツ」と呼称されている。従来機にはない設定として、バトロイド形態限定装備で変形時に排除する必要があったアーマードパックを装着したままで変形できるようになっている。また2009年に公開された『劇場版 マクロスF』の前編『虚空歌姫〜イツワリノウタヒメ〜』では、新設定装備であるトルネードパック（トルネードパーツ）が登場する。
愛称の「メサイア」は、テレビ版放映中に『マクロスF』公式サイトでの一般公募から採用された。テレビ版ではVFの代名詞である「バルキリー」、または「VF-25」と呼称されるが、劇場版では劇中の台詞としても「メサイア」と呼ばれる。「メサイア」という単語は、『超時空要塞マクロス』の劇中でリン・ミンメイが歌う「小白竜（シャオ・パイ・ロン）」の歌詞にも使われており、これが公募での選考理由のひとつともなった。
放送終了後もバンダイなどからプラモデル・超合金・フィギュアといった関連商品が順次発売され、『マクロスエースフロンティア』などの関連ゲームにも登場する。なお、バンダイから発売されている商品の名が「メサイアバルキリー」であることから、各オプションパックが付属する派生商品の名は、その装備の名称を冠し「○○メサイアバルキリー」と表記される。

## 機体解説
VF-171 ナイトメアプラスに替わる、第25次新マクロス級超長距離移民船団「マクロス・フロンティア」の新統合軍護衛艦隊の主力機として開発された機体。試作機「YF-24 エボリューション」の設計データをもとに新星マクロス・フロンティア工廠と総合機械メーカーL.A.I社共同による設計修正を加え製造された。正式な型式番号はマクロス・フロンティア製を表す「MF25」を末尾に加えVF-25/MF25と表記される。
原型機の初飛行は西暦2057年6月24日。実施された場所については、M55 NGC6909球状星団内の惑星メサイア025と惑星エデンのラグランジュポイント上にある新星の工場コロニーL2のふたつの記述がある。フロンティア船団では2059年に評価試験が開始されたが、政治的理由から新統合軍に先んじて民間軍事プロバイダー「S.M.S」に30機以上が優先配備され、予備機を除いた20機以上が稼働している。
ノーマル状態での成層圏往還能力や、ピンポイントバリアシステム、アクティブステルスといった2040年のAVF計画以降の仕様要求をすべて満たしつつ、新開発されたステージII 熱核タービンエンジンの大出力によって、従来の最高水準機であるVF-19 エクスカリバー・VF-22 シュトゥルムフォーゲルIIを凌ぎ、無人戦闘機「ゴースト」シリーズに匹敵する機動性を得ている。また、VF-19・VF-22で問題視されたパイロットへの多大なG負荷を軽減すべく、脱出用の飛行パワードスーツを兼ねたインターフェイス「EX（エクス）-ギア」や、フォールド技術を用いた慣性制御システム「ISC」を標準装備している。
ファイター形態の形状はVF-1 バルキリーを髣髴させるが、バトロイドへの変形は胸部となる中央ブロックが機首に、主翼・尾翼と背面で構成されるブロックがキャノピーに覆い被り背面を構成する。これはVF-19にも見られる方式だが、ストレーキが胸部ブロックと機首を連結する支柱となる、VF-19ではコクピットが胸部に収納されるのに対してVF-25では腰部にコクピットが位置する、といった異なる点も多い。コクピットは通常単座だが、後部に補助用の副操縦席が収納されており、必要に応じて展開し複座となる。後期生産型では脚部にマイクロミサイルなどの兵装スペースが増設され、先行生産型も同様の改良が加えられた。

### ISC
正式名称は「Inertia Store Converter（慣性蓄積コンバーター）」。YF-24やその系列機に初めて搭載された新機軸の慣性制御装置。基本原理はフォールドシステムの応用形で、コクピット周辺に生じた機動慣性を異次元空間に一時待機させ、少しずつ通常空間に還元することで瞬間的な慣性負荷からパイロットを保護する。これを可能とするのが宇宙生命体「バジュラ」の体内から抽出した特殊鉱石「フォールド・クォーツ」であり、ISCのみならず次世代のフォールド技術の要として大きな期待が寄せられている。ただし、待機可能な慣性には限りがあり（VF-25の場合は最大機動時で120秒間）、使用タイミングの見極めにはパイロット自身の高い判断力が求められる。さらに、フォールド・クォーツ自体が希少かつ調達が困難な物質であるため、製造コストの高騰化と調達可能な機体数の制限に繋がる欠点もあり、機体の安定供給を行ううえでの課題となっている。
戦闘中に蓄積された慣性負荷の還元が不完全のまま母艦に帰還した場合、機体と搭乗パイロットは「解凍」と呼ばれる待機状態が必要であるとされる。

### 兵装
ハワードGU-17A 58mmガンポッド
ハワード社製の専用ガトリングガンポッド。口径の拡大とともに回転式の銃身も5本となり、冷却用に銃身下部のカウルは開閉式となっている。強烈な反動のため、VFのフレーム強度向上に加え、YF-24系列に装備されたISCによってはじめて運用可能となった。ファイター、ガウォーク時は機体下部への懸架が可能。
のちに通常弾頭への耐性を得たバジュラ対策として、空間を切り裂いて攻撃するマイクロ・ディメンション・イーター（MDE）弾頭仕様のGU-17Vに換装される。
ガーバー・オーテックAK/VF-M9 アサルトナイフ
左腕シールド内に格納される超硬合金製ナイフ。全長は1.65m。バトロイドでの格闘戦のほか、救命活動用のツールとしても使用される。刀身自体の強度に加え、表面にPPBを展開することで戦艦の装甲をも容易に切断する。
フォールドスピーカー
主翼パイロンに装備されるスピーカーユニット。音声をフォールド波に変換し、到達距離を延長させる。ガリア4にてスカル小隊のミハエル・ブラン機がランカ・リーの歌を流すのに使用する。映像を空中に投影する投影機も同時に付けられている。ガリア4でランカのライブ映像を空中に投影する。

### オプションパック
VF-25ではさまざまなオプションパックが開発されている。換装を行うことで任務に応じて機体の特性を変更することが可能となっている。

#### SPS-25S/MF25 スーパーパック
| SPS-25S/MF25 スーパーパック | |
| 開発                        | 新星インダストリー |
| 標準運用重量                | 28t（ロケット燃料15t、ミサイルなどの重量含む） |
| エンジン                    | （メインブースターエンジン）五菱重工 SLE-7A/A×4 （サブブースターエンジン） 五菱重工 SLE-3A×1 （高機動バーニアエンジン） 五菱重工 SLE-1C×10                            |
| ブースターの合計最大推力    | 2.940KN |
| 初期最大加速                | 約15G |
| 武装                        | ビフォーズマイクロミサイル3連装ランチャー CIMM-3A×2 ラミントン近接マイクロミサイルCIWSランチャーポッドHMM-5A×2 ※マイクロミサイルの弾頭は対バジュラ用MDE弾頭に換装可能 |

大気圏外活動用の高機動オプション。大型化学ロケットブースターや増槽、マイクロミサイルランチャーなど基本的な構成は従来VFと共通しているが、VF-25では新たに各部の装甲を強化した簡易アーマード的な機能も追加されている。従来機では背負うように装着されていたメインブースターユニットは主翼基部に挟み込むかたちでマウントされる。惑星大気圏突入時には、切り離された各パーツがひとつに結合し軌道上に一時待機、惑星離脱後の再装着が可能となっている（その際、装着する機体がもともとその装備を解除・待機させた機体と同一でなくても使用は可能）。また推進剤を一定量消費し、かつミサイルを全弾撃ち尽くした総重量の軽い状態なら、瞬間的に機体設計限界強度の倍となる30G近い加速度を得られる。
製造コストは比較的安価で、フロンティア船団では一般機の標準装備として運用される。型式の末尾の「/MF25」は、機体本体の型式と同様にマクロス・フロンティア船団の独自仕様であることを示す。フロンティア船団バジュラ大量発生事件の際に、S.M.Sピクシー小隊隊長のクラン・クラン大尉がゼントラーディ化し、これを装備して戦う。
メインブースターユニット
左右の主翼基部に装備。五菱重工製のSLE-7Aを搭載しており、可動式のノズルを上下に備える。また、上部前方、側面上方、側面下方、下部に2基にそれぞれ高機動バーニアのSLE-1Cを装備している（左右で合計10基）。ユニットの前部は交換式のウェポン・ベイになっている。フロンティア船団のS.M.Sではビフォーズ マイクロミサイル3連装ランチャー CIMM-3Aを装備して運用されるが、ビーム砲、反応弾頭ミサイルコンテナ、強行偵察ユニットなども装備可能とされている。
インテーク装甲ユニット・可動式マイクロミサイルCIWSコンテナユニット
機体前面のインテーク（バトロイド時の胸部）に装備。可動式のマイクロミサイルコンテナユニットにはラミントン近接マイクロミサイルCIWSランチャーポッド HMM-5Aを備え、バトロイドに変形後は肩部の上方にアームによって保持される。
シールド用追加装甲ユニット
シールドに装甲ユニットが追加され、より高い防御力を実現する。
エンジンブロック追加装甲ユニット
エンジンブロック（バトロイド時は脚部）に装備。
股関節部装甲ユニット
股関節部に装備。
尾部ブースターユニット
尾部に装備。五菱重工製のサブブースターエンジンSLE-3Aを搭載する。

#### APS-25A/MF25 アーマードパック
| APS-25A/MF25 アーマードパック | |
| 開発                          | 新星インダストリー |
| 標準運用重量                  | 40t（ロケット燃料15t、ミサイルなどの重量含む） |
| VF-25標準出撃重量             | 約52t |
| エンジン                      | （メインブースターエンジン）五菱重工 SLE-7A/A×4 （高機動バーニアエンジン） 五菱重工 SLE-1B×10 |
| ブースターの合計最大推力      | 2.940KN |
| 最大加速                      | 約11.5G+ |
| 武装                          | 可動式ラミントンマイクロミサイルCIWSランチャーポッド HMM-5A×2 ラミントン近接マイクロミサイルランチャーポッド2重装填タイプ×4 ハワード200mm対装甲用高初速ロケット弾15連装ポッド×2 オットー/センチネル57mm対艦対空両用速射ビーム旋回砲塔×2 |

火力、防御力の強化を目的とした重装オプション。火力の面では全身の増加装甲内外に、小口径ビーム機銃、近接攻撃用マイクロミサイル多連装ポッド、高初速ロケット弾連装ランチャー、速射ビーム旋回砲塔といった多彩な火器を装備する。また、ブースター側面に反応弾などの大型ミサイルを片方2発ずつ懸架可能。これらは高性能AIシステムで全自動制御され、敵味方が入り乱れる乱戦下でも敵機のみを正確に捕捉し、かつ最適なタイミングでの攻撃を行える。装甲内部には大容量のキャパシターが内蔵されており、全火器の稼動と同時に、全形態で第2世代型の強化型エネルギー転換装甲 (ASWAG) の展開が可能となっている。機首ブロックの装甲パーツ (APS-25A/P-011) も用意されていたが、S.M.Sによる性能評価試験においては近接戦闘における有視界操縦性の確保や脱出にかかる時間の短縮を目的に省略された。
また、従来機では変形時にユニットを除装する必要があったが、本機用のそれは各可動部位に干渉しないよう設計されており、装着したままでの3段変形が可能となっている。装備の重量ゆえ機動性、運動性はノーマル時とほぼ同程度に過ぎないが、その分燃費の改善による最大行動時間の延伸が図られている。非常に高価であつかいも難しい装備のため、S.M.Sでは基本的に小隊長クラスの機体にのみ装着が許される。 
背面ユニット
主翼部に装備。ハワード200mm対装甲用初速ロケット弾15連装ポッドを搭載している。また、オットー/センチネル57mm対艦対空両用速射ビーム旋回砲塔をユニット先端に備える。スーパーパックと同型の五菱重工製の化学ロケットエンジン・SLE-7Aにチューンを施したものを搭載している。発熱量が増えているため、装甲放熱板が左右2枚ずつ、計4枚設置されている。
ASSA-021A 複合センサーアンテナ
機体上部に搭載されるプロペラ型センサーアンテナ。このほかにも、機体の各部に赤外線センサーやモニターカメラを搭載している。
可動式ラミントンマイクロミサイルCIWSランチャーポッドHMM-5A
機体のインテーク部（バトロイド形態時は胸・肩部）に合計4基を搭載している。装弾数は胸部が20発、肩部が38発。
腕部装甲ユニット
腕部の外側に装着。
ラミントン近接マイクロミサイルランチャーポッド2重装填タイプ
脚部に装備。近接攻撃用のマイクロミサイルランチャーポッドを2基ずつ搭載する。装弾数は各16発。

#### スナイパーパック（ロングレンジパック）
SSL-9Bや機体を固定するアンカーシステムなどで構成される長距離支援パック。
SSL-9B ドラグノフ・アンチ・マテリアル・スナイパーライフルは通常のガンポッドに代わり装備される精密狙撃用ライフルで弾頭を炸薬と電磁力の二段加速によって超高速射出する。銃身周囲にスタビライザー状の開閉式モーメントバランサーを8基設置し、20キロメートル先の目標に対し誤差10センチメートル以内という命中精度を有する。使用弾種は55mm超高速徹甲弾SP-55X。のちに対バジュラ用のMDE仕様に改良される。ライフル以外の機器は内装されるため、スーパーパックやフォールドスピーカーなどを併用可能。
『マクロスF』第4話「ミス・マクロス」の整備員はロングレンジパックと呼ぶが、『マクロス・クロニクル』ではスナイパーパックとされている。

#### AP-SF-01+ イージスパック改
背部レドーム、底部（バトロイド時は左腕シールド裏）スタビライザーフィンで構成される、RVF型専用の電子戦装備。ヒューズ社製追加装備パックをベースに、L.A.I社による対バジュラ用改修が施されている。フォールドクォーツを中枢に用い、フォールド波により目標を探知し、超光速の索敵活動が可能。大気圏外ではレドーム外縁が一部展開し、最大約1光日の範囲をリアルタイム索敵する。その能力は同時に2,048の目標を識別し、128の目標に対してミサイルなどの攻撃兵器を誘導可能。
S.M.Sスカル小隊のルカ・アンジェローニ機に装備されたユニットは管制誘導プログラムが改編されており、スーパーパック左主翼ブースター先端に設置されたフォールド通信誘導システム（イージスパックはスーパーパックを非装備時でもゴーストを管制する能力を持つ）によって、最大6機（通常は3機）のQF-4000 ゴーストを同時管制誘導する。

#### フォールドパック（フォールドブースター）
超時空航法「フォールド」を行うためのオプションパック。従来のVF-19、VF-22が使用していたフォールド・ブースター「FBF-1000A」は片道しか使用できなかったが、VF-25用のフォールドパックは往復使用が可能になっている。また、L.A.I社の新型フォールドパックはフォールド・クォーツを使用しており、フォールド断層を突破することが可能になっている。大気圏に突入する場合は大気圏外で分離後、衛星軌道上で待機させ、大気圏脱出後に再度装着し使用する。
『マクロスF』第11話「ミッシング・バースデー」ではVF-25のモニターに「FOLDPACK」と表示があり、第13話「メモリー・オブ・グローバル」にてミハエル・ブラン少尉とクラン・クラン大尉がフォールドパックと呼ぶ。

#### 決戦用スーパーサウンドウェアシステム
『マクロスF公式同人誌 娘秘（にゃんクレット）File1』に登場。『マクロス7』に登場するサウンドブースターに似た装備。ランカ・リーの「星間飛行」時のコスチュームに似ている。河森正治によるバトロイド、ファイター時のイラストのみで詳細な設定などは不明。
フォールドサウンドプロジェクター
ファイター時は主翼に挟み込むように、バトロイド時は背中から展開される。
フォールドサウンドブラウス
胸部に追加されるオプションパーツ。
フォールドアンプスカート
腰部に追加されるアンプユニット。
フォールドイヤー
バトロイド時の頭部両耳部に追加。ランカの髪型に似ている。
AHOGEセンサー
バトロイド時の頭頂部に追加。いわゆる「アホ毛」のような形をしている。
キラットグローブ
バトロイド時の両手部に追加。
マイク・ミサイル
バトロイド時の携行武装。

#### VF-25/TW1 トルネードパック
『劇場版 マクロスF』オリジナルの装備。大気圏内外両用で、従来のオプションよりも空力を重視した形状になっている。主翼はカバーで完全に覆われるかたちとなるが、基部に姿勢制御用バーニア、翼端に前方に推力を向けての急減速も行える回転式の双発エンジンポッドを左右に1基ずつ装備している。機体背面には旋回式連装ビーム砲を装備し、ファイター・ガウォーク形態では機首両脇に前方へと突出、バトロイド形態では後頭部横から砲身を前方に向ける形を取る。大気圏外活動時は、翼下に大型マイクロミサイルポッド、左右翼端のエンジンポッド先端にマイクロミサイルポッドを各2基ずつ装着する。
アーマード以上に高価な装備であり、劇場版で装備するのはアルト機とミハエル機のみ（ゲームではVF-25系ならRVF-25以外装備可能）。アルトに装着が許可された理由は、シェリルがS.M.Sのスポンサーについたことと、初陣のアルトを気遣ったオズマの判断によるものとされる。YF-29 デュランダルの技術実証とデータ収集のために開発されたと設定されている。もともとはオプション装備でYF-29の性能に近づけるために製作されたもので、YF-29用の装備を開発するためのテストに用いられていた。
翼部ブースター
主翼に装着。主翼はデルタ翼でカバーされる。大気圏外仕様では大型ミサイルポッドが懸架される。
回転式エンジンポッド
主翼先端部に装着。大気圏外仕様ではエアインテークがカバーで覆われ、その先にはミサイルポッドが装備される。
腕部装甲
腕部に追加される装甲ユニット。高機動バーニアを備える。
脚部装甲
脚部に追加される装甲ユニット。高機動バーニアを備える。
TW1-MDE/M25 旋回式連装ビーム砲
機体上部に装備される大型2連装MDEビーム砲。エネルギー消費が激しいため、小型の反応炉が搭載される。
パワーコンデンサー部
機体の尾部に装備。後部に尻尾のように冷却ユニットが伸長し、宇宙空間では放射排熱を行う。

#### SPS-25P/MF25 パラディンパック
| SPS-25P/MF25 パラディンパック |                                                                                          |
| 開発                          | 新星インダストリー、L.A.I                                                                |
| 重量                          | 24553kg                                                                                  |
| YF-25重量+パック重量          | 32878kg                                                                                  |
| エンジン                      | （ロケットエンジン）五菱重工 SLE-7A×4、SLE-3A （高機動バーニアエンジン） 五菱重工 SLE-1C |
| ブースターの合計最大推力      | 2.940KN                                                                                  |

『マクロス・ザ・ライド』に登場するYF-25用の装備。対バジュラ用の格闘戦を念頭に置いて試作された重装甲突撃用パック。胸部に大容量のエネルギーコンデンサーを搭載しており、これによって起動する積層エネルギー転換装甲、全方位バリアによって高い守備力を有する。しかし全方位バリアについてはフォールドウェーブシステムを搭載するYF-29用に設計・開発されているため、その稼働時間は限られている。胸部、大腿部ユニットはアーマードパック、背部ブースターや脚部ユニットはスーパーパックのものと似ているが、ミサイルランチャーなどは装備されておらず、あくまでも防御・機動力増強のためのパックである。
専用武器のガーバー・オーテック製BL/VF-X1 ブレイズランスは表面にピンポイントバリアを展開可能な打突用の武器だが、穂先からはレールキャノンを発射可能で射撃武器としても使用できる。

### バリエーション
VF-25A
一般機。VF-1Aを髣髴させる頭部の単眼式カメラと1門のレーザー機銃が特徴。S.M.Sではスカル小隊以外の隊員が搭乗する。カラーリングもVF-1Aの一般機と同様のサンドブラウンとなっている。機体によっては赤いラインが入っていたり、紫のラインが入っていたりする。
VF-25F
A型をベースによりドッグファイト向きに最適化された機体。僚機を担うことが多いために安定性も高い性能や航行モードも同時に備える。頭部モニターカメラは横一面式のゴーグル型。レーザー機銃は両耳部に計2門を装備。ドッグファイトでの囮役も担うために機体の性能（高推力エンジン、高ロールレート、推力偏向機構など）を上げ、ミサイル性能や火器管制・照準装置の性能（高機動ミサイル、オフ・ボアサイト能力、HMDなど）も上げている。
ヘンリー・ギリアム機 / 早乙女アルト機
S.M.Sスカル小隊の007番機。カラーは白地に赤と黒のライン。パイロットのヘンリー・ギリアム大尉がバジュラとの戦いで戦死したため、早乙女アルトに引き継がれる。S.M.Sが試験運用していた先行試作型はさまざまな改良が施されたカスタム機である。
VF-0 撮影カラー
『マクロスF』第10話「レジェンド・オブ・ゼロ」に登場する、映画「Bird Human」の撮影用のカラー。ラインは黒で統一されている。CG加工でVF-0 フェニックスに見せかける。

VF-25G
僚機の護衛や支援に適した長距離狙撃型。頭部はA型と同形状だが、メインカメラに超望遠機能が追加されている。専用スナイパーライフルに、EX-ギア用の射撃支援システムと精密射撃時の機体固定用アンカーなどを一括したガンナーキットで構成される、スナイパーパックを標準装備する。
ミハエル・ブラン機
S.M.S.スカル小隊の003番機。カラーはブルー地に白いライン。ミハエルが戦死したあとはクラン・クラン大尉が搭乗する。

VF-25S
指揮官用のスペシャルチューン仕様。頭部カメラは横三面式。頭部レーザー機銃は歴代指揮官用VFの伝統にのっとり連装2基、計4門を装備。VF-25F以上の性能やエンジン出力強化などの総合面での強化が行われ、さらに大多数（大隊、戦隊）の編隊指揮用の支援プログラムが導入されている。
オズマ・リ―機
S.M.S.スカル小隊の001番機。カラーはグレーに黄色と黒のライン。機体背面にオズマのパーソナルマークがペイントされている。
クラン・クラン機
ゲーム『マクロストライアングルフロンティア』などに登場。S.M.S.ピクシー小隊の101番機。カラーは赤地に白いラインのものと、紫の二種類がある。

RVF-25
AP-SF-01+ イージスパック改を標準装備した電子戦型。戦闘空域の情報収集や索敵、分析を役割とする早期警戒管制機や電子戦機の役目も担う。多数の高性能センサーを凝集した卵型の頭部が特徴。レーザー機銃は持たず、代わりにH型のセンサーアンテナを装備する。フォールド通信誘導システムを用いた最大6機のゴーストの遠隔操作機能を持つ（前出）。
ルカ・アンジェローニ機
S.M.S.スカル小隊の004番機。カラーは2色のグリーン。

VF-25 ダンシング・スカル
小説版『劇場版 マクロスF（下）サヨナラノツバサ』に登場。マクシミリアン・ジーナス（マックス）が取り寄せ、バトル7に格納していた機体。史上最強と言われた「ダンシング・スカル」のIFFを使用。マックス機は青、ミリア・ファリーナ・ジーナス機は赤のカラーリング。

## YF-25 プロフェシー
YF-24から発展した直系の試作機。愛称の「プロフェシー」は「預言」を意味する。L.A.I社の主導で数機が製造され、変形機構やEX-ギアなどの各種試験が行われたあと、EX-ギアでの操作を兼ねた機種転換訓練機として使用されている。
VF-25とは異なり後部座席もEX-ギア対応の複座式コクピットを採用しており、キャノピーも前後に長い形状となっている。頭部の前後にある複合センサーは大型の透明クリアーシールドで覆われており、左側に小口径レーザー機銃・右側に通信アンテナを装備するため、左右非対称の形状を持つ。非武装機だが、ガンポッドや機銃の装備は可能となっている。
当初は映像メディアには登場せず、ファミリーマート限定のプラモデルとして『劇場版マクロスF〜イツワリノウタヒメ〜』の前売り券とのセットで2009年9月に発売された。2010年10月に発売された『イツワリノウタヒメ』のBD/DVD版の追加カットや、BD版収録のPS3用ゲーム『マクロストライアルフロンティア』にて映像化された。『サヨナラノツバサ』ではクォーターの格納庫内に駐機状態で登場する。『マクロストライアングルフロンティア』では、VF-25用の各種オプションパックが装備可能となっている。『マクロス・ザ・ライド』では無人戦闘機の遠隔操縦や超高機動ミサイルのハッキングが可能な電子戦能力を持つと設定されている。

### 仕様
001号機
001号機は高Gに耐性を持つメルトランディ空士であるアンジェ672によって惑星メサイア025で試験飛行が行われた。001号機、002号機、003号機のカラーリングはいずれもオレンジをベースに白・黒・青の各色で塗り分けられている。その後はS.M.Sのフロンティア船団支社のマクロス・クォーターにて運用された。マクロス・ギャラクシー船団のリゾート艦エヴナで行われたバンキッシュ・星天カップに参考展示されていたところを、反新統合政府組織ファスケスの襲撃に遭い、レーサーのチェルシー・スカーレットの搭乗で破損しつつもこれを撃退する。
その後、破損箇所は修理され、一部の箇所は改修を施されてファスケスとの決戦に投入される。頭部ユニットはVF-19ACTIVEのパーツで改造されている。制御AI“ブリュンヒルデ”をVF-19ACTIVEから移植し、アップデートが行われている。外観的にはチェルシーのパーソナルマークが描かれ、脚部のペイントも白系になっている。最終決戦時にはバジュラとの戦闘を想定して開発された重装甲突撃用パック「SPS-25P/MF25 パラディンパック」を装備したパラディンプロフェシーとして出撃する。
002号機
限定発売されたプラモデル「YF-25 プロフェシー」のパッケージイラストにバトロイド形態で描かれている機体。ガス状惑星の上空で射撃を行う。
003号機
『劇場版マクロスF サヨナラノツバサ』にはマクロス・クォーター艦内に登場する。プラモデル「YF-25」のパッケージイラストではガウォーク形態で描かれている。
リオン・榊機
西暦2060年を舞台とする『マクロス30 銀河を繋ぐ歌声』に登場。S.M.S セフィーラ支社所属の030番機。カラーはスカイブルー地に白と黒のライン。

## 実物大VF-25
2012年に始まったマクロス30周年プロジェクトの一環として、VF-25Fアルト機の実物大ディスプレイモデルが製作され、イベントなどで屋内展示された。寸法は実物大だが、製作されたのはガウォーク形態の上半身（機首・胴体前部・両腕部）に限られる。サイズは全長約9m×全幅約8m。
展示形態はS.M.Sの整備デッキで作業中のVF-25Fをイメージ。商品のパッケージアートやアニメ本編の特殊効果を手がけた天神英貴がディティールアップを担当し、コクピット内のEX-ギアシステムも再現されている。機体各部に書き込まれたコーションデータなどは、後述の『ヴァリアブルファイター・マスターファイル VF-25メサイア』を参考にしている。来場者は右腕の手の平に乗って記念撮影することができる。
超時空展覧会〜バルキリーで誘って〜
マクロス30周年記念イベントの展示物のひとつ。東京会場（サンシャインシティ、2012年4月28日〜5月6日）、名古屋会場（中部国際空港セントレア、2012年6月1日〜6月3日）、大阪会場（ひらかたパーク、2012年12月22日～2013年1月14日）の3会場にて展示。予定では大阪会場にて下半身が追加され、全身像が完成するはずだったが、接続部の強度の問題や会場の都合により断念された。
WOWOW『超時空要塞マクロス』放送キャンペーン
WOWOWにおいて初代マクロスのTV版・劇場版のハイビジョン初放送を記念し、みなとみらい線みなとみらい駅B3（改札階）みらいチューブにて展示。期間は2013年8月9日〜9月2日。初代の歌姫リン・ミンメイが横浜中華街出身という設定が、当地を選んだ理由のひとつとなった。横浜市文化観光局と横浜高速鉄道が後援し、展示初日にはテープカットセレモニーが行なわれた。
千葉工業大学スカイツリータウンキャンパス
東京スカイツリータウンソラマチ8階の千葉工業大学スカイツリータウンキャンパス AreaII（惑星探査ゾーン）にて2014年2月22日より常設展示。入場無料。公開にあわせて、河森と同大学の未来ロボット技術研究センター (Future Robotics Technology Center:fuRo) がコラボレートする「マクロス feat. CITプロジェクト」というロボット開発計画も発表された。

## 商品展開

### プラモデル
一部の例外を除きバンダイホビー事業部より発売。

#### 1/72スケール 可変キットシリーズ
一部パーツ差し替えの変形プラスチックモデル。対象年齢は15歳以上。当初は1/100スケールでの商品化が検討されていたが、充分な強度を維持しつつ変形機構を組み込むにはサイズが小さ過ぎたため、実在する戦闘機のプラモデルと共通の国際スケールである1/72に変更された経緯がある。
2008年9月下旬に、第一弾キットであるVF-25F（アルト機）が発売。これを皮切りに、劇中で各パイロットが搭乗するパーソナル機や、スーパーパーツ・アーマードパーツ装備付きの派生商品、または追加パーツ自体の単品発売、S.M.Sのマークをあしらった展示用アクションベース（アーマードパーツ仕様には標準で付属）などが展開されている。各商品には、機体のラインマーキングやその他の色分けを再現したマーキングシールと水転写式デカールの2種類が同梱されている（トルネードパーツとゴーストはデカールのみ）。
これらの一般流通品以外にも、バンダイプロショップ限定品として「クリアメサイアバルキリー」が発売された。これは河森正治の熱望で実現された商品で、外装パーツのランナーをクリアー（透明）素材で成形することで、完成後の内部フレームの鑑賞が可能となっている。またファミリーマートのネットショッピングサイト「ファミマ・ドット・コム」では、試作機「YF-25 プロフェシー」が2009年11月21日公開の『劇場版マクロスF』の前売り券付きキットとして販売された。キット内容はデザインが異なる頭部・機首の新規パーツと成型色の変更、専用のマーキングシール及び水転写式デカールが付属している。また、箱絵はダブルパッケージ仕様で背面にも箱絵が描かれている。
商品開発は『マクロスF』本放送開始以前の2007年11月頃から企画を開始、約1年を掛けて行われた。河森が監修に参加し、アニメでは省略されていたディテールを新たに書き起こし、立体化にあたってはアニメの製作元であるサテライトよりモデリングデータを借り、自社CADと河森が作成したレゴブロックの変形機構サンプルを用いたうえで ガンプラで培ったノウハウを投入し、接着剤不要のスナップフィット（はめ込み式）でありながら、どの形態でも良好なプロポーションとクリアランスぎりぎりの複雑な3形態変形を完全再現した。ただし、マニピュレーター（手首）は差し換え、シールドは取り付け位置を変更する時にアタッチメントを介して接続するなど、完全とはいえない部分もある。
監修した河森は「特にファイターのプロポーションが素晴らしい」と自賛している。これはファイターの意匠を優先するために、アニメと変形方法を変えてまで脚部ベントラルフィンの形状を優先しているためである。スタイルをしっかり固定するためのロック機構を、外部パーツではなく見えない内部に用いて外装の余分な突起物を廃し、また中間形態であるガウォーク独特の逆関節（鳥脚）になる脚部も、人間で言う膝関節とは別に逆関節用パーツを設け、劇中の見た目通りを再現している。バトロイドでも腕部や脚部に引き出し関節を多用し手足の可動部分を多くしている。
その反面、複雑な変形や可動の再現のためにパーツ数が多く、またプラスチックという素材の脆弱さから、扱いが悪いとパーツが破損する恐れがある。また、スーパーパック・アーマードパック装備で組み立てた場合、該当する増加パーツが一体化されて成型されている部品が多く劇中や完成品トイの様に増加パックのみの着脱は再現できない。
- 参考文献：『フィギュア王Vol.130』（ワールドフォトプレス社刊）、『モデルグラフィックス』2009年10月号（大日本絵画社刊）
- バリエーション・アクセサリについてはバンダイホビーサイトを参照。
- ランカ・リー役を演じた中島愛もVF-25Fを組み立て、完成品をブログで公開していた[注 10]。

#### デカルチャー・デカール
劇中には登場しないオリジナルデザインのデカール。各機体のパイロットと関係の深い女性キャラクターのイラストが大きく描かれているのが特徴。貼り付けることでアニメの彩色設定とは異なる痛車のようなオリジナルデコレーションの機体に仕上げることができる。当初は関連イベント用の限定キットや販促用グッズとして販売・配布されていたが、のちにデザイン変更やキャラクターを増やした形で一般販売されている。
VF-25F メサイアバルキリー アルト機（ホビーショー物販版）
2008年10月に開催された第48回全日本模型ホビーショーにて会場でVF-25Fを購入すると配布されていた、事実上の第一弾。グリーンと黒のストライプにランカのイラストが特徴で以降のランカVer.はこのデザインを基準に発展させたものとなっている。ホビーショウ以外でも同年に行われた関連イベントの物販アイテムとしても販売されていた。
キャンペーン第1弾 シェリル・ノームVer.
ピンクと黒のストライプにシェリルのイラスト（「銀河歌姫来艦」のキービジュアル）などのデカール。2009年1月下旬に開始されたキャンペーンで期間中にメサイアバルキリーを購入した場合の特典として配布されていた。ファイター形状の背面全体を用いるデザインのため、他の形態でのデザインバランスは考慮されていない。
キャンペーン第2弾 ランカ・リーVer.
ホビーショウ物販版を発展させた感じのデザインで、VB-6 ケーニッヒモンスターのノーズアート・オオサンショウウオさん・娘娘のイラストなどのデカールが特徴。2009年3月に開始されたキャンペーンで、期間中にVF-25Fまたは、スーパーメサイアを購入した場合の特典として配布されていた。
キャンペーン第3弾 キャサリン・グラスVer.
イエローにピンクのストライプにキャシーのイラスト（オリジナルのノーズアート版）、「突撃ラブハート」の文字などのデカール。2009年6月13日に開始されたキャンペーンで、期間中に「アーマードメサイアバルキリー オズマ機」を購入した場合の特典として配布されていた。
キャンペーン第3弾 シェリル・ノームVer.
ピンクとブルーのストライプにシェリルのイラスト（シェリルの宇宙兄弟舟の表紙イラスト版）・軍服コスチュームのシェリルイラストなどのデカール。2009年6月27日に開始されたキャンペーンで、期間中にアーマードメサイアバルキリーアルト機を購入した場合の特典として配布されていた。
VF-25G メサイアバルキリー ミシェル機 クランデカルチャーデカールVer.
ピンクとホワイトのストライプにクランのイラスト（オリジナルのノーズアート版）・ゼントラーディ文字によるクラン・クランなどのデカールが付属するVF-25Gの派生商品。2009年9月12日に発売された。
VF-25F メサイアバルキリー アルト機 ランカデカルチャーデカールVer.
グリーンと黒のストライプにランカのイラスト（オリジナルのノーズアート版でキャンペーン第2弾のものとは異なる）・超時空シンデレラの文字などのデカールが付属するVF-25Fの派生商品。2009年9月12日に発売された。

#### 1/100スケール ファイターモードシリーズ
ファイター形態固定の非変形モデルとすることで、パーツ点数の大幅な削減と低価格を実現したシリーズ。価格は1200円から。先に発売された「YF-29 デュランダルバルキリー」3種を第一弾として、ノーマル装備のVF-25F（アルト機）が2011年4月22日に発売。江端里沙の描き下ろしによる『劇場版 マクロスF サヨナラノツバサ』のイラストデカールを同梱した特別Ver.も発売されている。シェリルマーキングVer.は2011年6月に、ランカマーキングVer.は同年7月に発売された。

#### 1/100スケール ハイグレード (HG) シリーズ
「マクロスシリーズ」40周年を記念して開始されたプラモデルシリーズ。「差替三段変形（ショートカットチェンジ）」と呼ばれるパーツ差替え変形を採用しており、各形態で破綻のない形状と可動性能を実現している。また、商品付属のネーマーシールや別売されている水転写式デカールを貼ることで、塗装なしでも劇中に近い色分けを再現できる
『マクロスF』からは、VF-25F（アルト機）が第1弾として発売予定。

#### ハセガワ 1/72 スケールキット
航空機モデルでは老舗のハセガワから発売されるファイター形態固定の1/72スケールのキット。第1弾は2013年11月15日に発売されたVF-25F（アルト機）とVF-25S（オズマ機）の選択式で、頭部パーツとデカールは両方の物が付属。第2弾としてVF-25G（ミシェル機）が2014年3月4日に、第3弾としてRVF-25（ルカ機）が2014年7月20日に限定発売された。

#### アオシマ V.F.G.（ヴァリアブルファイターガールズ）
各VFをモチーフとしたアーマースーツと、それを着用する美少女フィギュアを同梱したノンスケールシリーズ。ファイター形態は各作品オリジナルのVFとほぼ同じ形状で、ガウォーク形態は一旦分離したフィギュアを後部のステップに立ち乗りさせる方式となっている。組み合わされるフィギュアは、たとえば『F』のシェリルやランカといった作中の主要女性キャラクターのほか、商品オリジナルのキャラクターが起用されることもある。またスーツのほうも、各フィギュアのキャラクター性に合わせた独自の色やマーキングが施されたものもある。

### DX超合金シリーズ
バンダイコレクターズ事業部から発売された完成品トイ。プラモデルとの差異は「機首が短い」「脚部エンジンブロックが、ファイター形態では機体上面から露出しない」「全体的なプロポーションが短め」「バトロイド時の肩のラインなどが堅め」「後付けパーツ用のジョイント穴があり、増加パーツの着脱が可能」「ラインやマーキングが変形時の擦れに強いタンポ印刷である」など。またアルト機およびオズマ機発売当時にスーパーパーツが開発されていなかった経緯などから当該機専用のスーパーパーツ、およびアルト機用のアーマードパーツは「魂ウェブ商店」の限定販売となっている（のちにアルト機のみカラーリングが変更されたセットとして一般販売された）。
2010年に同ブランドで発売された「VF-27 ルシファーバルキリー」の技術をフィードバックし、プロポーションや各ギミックを練り直したリニューアルVer.のVF-25F（アルト機）が2011年10月に発売された。2012年1月にはリニューアルVer.のVF-25S（オズマ機）も発売された。ただし旧商品の各オプションパーツの装着は不可能となっており、リニューアルVer.専用のオプションパーツが発売されている。
各種商品については魂ウェブサイトを参照。

### VF100's
「ブイエフハンドレッズ」と読む。歴代マクロスシリーズに登場するVFシリーズを、100分の1スケールで再現したアクションフィギュアシリーズ。2009年より発売。一部差し替えながら三段変形を実現している。アルト機・オズマ機・ミハエル機・アーマードメサイアバルキリーのほか劇中未登場のオリジナルバリエーションも存在する。ミハエル機は翼を交換しフォールドスピーカーを装備した仕様にする事が可能。また「FighterSpecial」としてファイター形態のみに特化したラインナップも存在しており、そちらには「e魂STAGE（いたましいすてーじ）」という痛仕様の特別台座が付属していた。パーツの差し替えには専用のパーツを交換しなければならず、個々のパーツの重量もあってかバリエーション機同士でのパーツの組み換え遊びはできるものの関節の保持力などに問題があるといった不評が祟り、当初は別の作品の機体郡のラインナップも予定されてはいたが発売は見送られている。一応バリエーションが進むたびに関節等に改良を加えられており、アーマードメサイアに使用されているパーツはver1.2に相当する。
VF-25Fm メサイアバルキリー（ファミリーマートVer.）
西暦2059年、全銀河100万店舗を達成したコンビニエンスストアチェーンのファミリーマートが記念して製作したグッズという設定。VF-25Fアルト機と同一形状だが、ファミリーマートのイメージカラーである白地にライトグリーンと水色のストライプのカラーリングで、「Family Mart」のロゴも入っている。ファミリーマートとバンダイのタイアップで2009年11月に限定発売された。
発売当初はアニメには登場しないオリジナル設定の機体とのことだったが、『イツワリノウタヒメ』の「ダイナム超合金」のシーンにおいて、ほかのVF-25の模型とともに登場する。

### その他の商品
SD∞
SD∞（エスディ インフィニティ）シリーズの第2弾として発売されたディフォルメタイプのバルキリー。ディフォルメながら独自の解釈による機首折り畳み機構などで三段変形を実現している。着陸脚は存在せず、脚の安定翼はしまえないなど、細かいところで機構の省略がなされている。変形用とディスプレイ用の大きめの頭部が用意されており、変形用の頭部でなら完全変形可能。アルト機のみ。
ROBOT魂
ROBOT魂ブランドとしては非変形ながらも可動を追求したシリーズの一環として発売された可動フィギュア。バトロイド形態固定ではあるがスーパーパックを装備しており着脱も可能。ラインナップはアルト機とミハエル機。スケール的には1/144となる。前述した通り可動を重視した造りとなっておりかなり細かい部分まで可動。本来変形に使用するパーツの一部はアレンジを加えられ、可動を極力妨げないような造りとなっている（機首と胴体を繋ぐ部分など）。武器や装備類も付属しているが、やや造形が甘く、銃身の展開ギミックなどが削除されている。
マクロスファイターコレクション
バンダイから発売されている、1/250スケールのファイター形態固定のコレクションフィギュア。ブラインドボックス仕様で購入して開封するまで何が入っているかは分からない。VF-25のF型・S型・G型・A型、RVF-25・スーパーパック装備・アーマードパック装備のほか、シークレットとして女性キャラクターのイラストがペイントされたデカルチャーバージョンが存在する。RVF-25のデカルチャーバージョンは本シリーズのみのオリジナルで、松浦ナナセのイラストが描かれている。

## 関連書籍
ヴァリアブルファイター・マスターファイル VF-25メサイア
2011年5月2日、ソフトバンククリエイティブ刊。編集・製作GA Graphic編集部。
副題は「新たなる救世主」。作品世界内で出版された航空専門書という設定で、「ヴァリアブルファイター・マスターファイル」シリーズ第4弾として刊行。2065年のマクロス・オリンピア船団で刊行されたという設定で開発の歴史、武装、オプションパック、バリエーションなどが詳細に記述されている。筆者は千葉昌宏、二宮茂幸、岡部いさく、大里元、橋村空。
従来のシリーズ同様「公式設定」ではないと断り書きがされている。
バリエーション機
以下、本書オリジナルのバリエーション機。
VF-25B
複座型。VF-25Aの機種転換訓練用。VF-25は遠隔操作による操縦バックアップシステムが開発されたため、訓練用複座型の計画自体が廃案となった。
VF-25C
標準型。性能はA型とほぼ同じだが、データリンク用にリンク12システムを搭載しており、頭部のレーザー砲塔の左右に小型のアンテナが追加されている。
VF-25D
複座型。VF-25Cの機種転換訓練用。B型同様に計画そのものが廃案となった。
VF-25E
強襲型。アーマードパックを標準装備して運用することを前提にセットアップされており、S型と同様のデータリンクシステムにより広範囲の攻撃目標への同時攻撃が可能。頭部はF型をベースにしているが、頭頂部にRÖV-127Cレーザー砲塔が追加され、計3門のレーザー砲塔を搭載している。
VF-25ES
F型を原型とするE型派生機の一種で、様々な仮想敵機の動きをシミュレートできる。マクロス・オリンピア船団のS.M.S.のアグレッサーに採用されている。
VF-25VJ バジュラ・アグレッサー
教導機。対バジュラ戦闘訓練用の「バジュラ・アグレッサー」。頭部のビーム砲塔RÖV-127Cの外見は大型バジュラのものに似せてあり、カラーリングもバジュラに似せて赤あるいは白に塗られている。フロンティア船団では4機がこの仕様として運用されたが、問題が生じたため、結局もとの仕様に戻されている。
VRF-25F リコンメサイア
偵察型。威力偵察用の仕様で、敵の攻撃に晒される可能性が高いことからエネルギー転換装甲の強度は通常のVF-25の2倍に設定されている。
VC-25V VIPメサイア
要人護送型。ファイター形態固定で変形機構・固定武装は廃止されており、最大10人の要人を護送できるようになっている。ISCも高出力タイプが搭載されている。
VEF-25E ウォーニングメサイア
早期警戒型。背面には大型のレドームを搭載している。
VF-25WR ワイバーン
複葉偵察型。VF-25に複葉機型の追加パックを搭載したタイプ。計画のみで中止され、2型として継続される。初出は『マクロスエース』に掲載された「MACROSS非公式×機MECHATRONICS」。
VF-25WR ワイバーン2型
特殊偵察型。上記ワイバーンが追加パックの投棄を前提としていたため廃案となり、新たに提案された2型。バジュラ母星の偵察用に開発されていたが、最終的には中止されている。